# Peter Jackson (Boxer)
Peter Jackson (alias The black Prince; * 3. Juli 1861 in Frederiksted auf Saint Croix, damals dänische Westindische Inseln, heute Amerikanische Jungferninseln; † 13. Juli 1901 in Roma, Australien) war ein dunkelhäutiger Schwergewichtsboxer. Er lebte überwiegend in Australien.
Er war – neben Harry Wills – einer von zwei überragenden Boxern, die aufgrund ihrer Hautfarbe nie um den Schwergewichtstitel boxen konnten. 1882 begann er seine Profikarriere in Australien. In seiner besten Zeit verlor er nur einmal; er war mehrfach australischer Schwergewichtsmeister. 1888 boxte er erstmals in den USA. Doch John L. Sullivan weigerte sich, gegen ihn anzutreten.
1891 boxte er gegen den zukünftigen Herausforderer James J. Corbett in einem Mehrstundenkampf, der ohne Entscheidung wegen beidseitiger Erschöpfung nach 61 Runden abgebrochen wurde. Corbett schlug später Sullivan locker und leicht. Am Ende seiner Karriere diente er James J. Jeffries 1898 als Aufbaugegner und ging K. o.
1901 verstarb er in Australien an Tuberkulose. Im Jahr 1990 wurde er in die International Boxing Hall of Fame aufgenommen.